# 棚夏針手
棚夏 針手（たなか しんしゅ、たなか はりて、1902年 - 没年不明）は、大正時代に活動し、日本におけるシュルレアリスム詩の先駆とされる日本の詩人。

## 概要
本名は、田中真寿といい、別の筆名として田中新珠も使っていた。
東京出身で、中学中退後に家業の質屋業を営みながら、詩作に取り組んだ。
1922年に文芸誌『明星』や『白孔雀』に作品が掲載され、以降1929年までの間に、『青騎士』、『謝肉祭』、『詩と音楽』、『近代風景』などの詩誌に関与して28篇の詩作品を残した。
その作風は、外国からの影響によらずに、象徴主義からシュルレアリスムへと進んだ、独自のものであった。
しかし、1930年代以降は活動が途絶え、1950年以降は消息不明となった。
1980年に、鶴岡善久が作品を集めて『棚夏針手詩集』を刊行し、再評価が進んだ。